# خوزه والدیسو
خوزه والدیسو (انگلیسی: José Valdivieso; ۲۱ ژوئن ۱۹۲۱ – ۸ آوریل ۱۹۹۶) بازیکن فوتبال اهل آرژانتین بود.
از باشگاه‌هایی که در آن بازی کرده‌است می‌توان به باشگاه فوتبال بنفیکا و باشگاه فوتبال اتلتیکو مادرید اشاره کرد.